# Gabrijel Tomšič
Gabrijel Tomšič, slovenski matematik, * 1. januar 1937, Ljubljana, † 2016.

## Življenje in delo
Tomšič je leta 1960 diplomiral na ljubljanski Naravoslovni fakulteti in 1971 doktoriral na Fakulteti za naravoslovje in tehnologijo v Ljubljani. Leta 1960 se je zaposlil na Fakulteti za elektrotehniko v Ljubljani, od 1982 kot redni profesor. Med letoma 1977 in 1982 je tam vodil univerzitetni Inštitut za matematiko, fiziko in mehaniko. Sam ali s sodelavci je objavil več strokovnih in znanstvenih člankov s področja funkcionalne analize in aplikativne matematike ter matematičnih učbenikov.